# Васильев, Александр Васильевич (математик)
Александр Васильевич Васильев (24 июля [5 августа] 1853, Казань — 6 ноября 1929, Москва) — русский математик и общественный деятель, заслуженный профессор.

## Биография
Родился 24 июля (5 августа) 1853 года в семье синолога Василия Павловича Васильева и его жены Софьи Ивановны урождённой Симоновой (1832—1868), дочери ректора Казанского университета И. М. Симонова.
Окончил 5-ю Санкт-Петербургскую гимназию и в 1874 году физико-математический факультет Санкт-Петербургского университета, получив золотую медаль за сочинение «Теория отделения корней». В 1874 году защитил pro venia legendi диссертацию «Об отделении корней совокупных уравнений» и затем стал приват-доцентом Казанского университета, где с 1887 года состоял ординарным профессором. Слушал в Берлине лекции Карла Вейерштрасса и Леопольда Кронекера, в Париже — Шарля Эрмита. В числе его учеников были: А. Котельников, Н. Парфентьев, Д. Синцов. В 1899 году получил звание заслуженного ординарного профессора. В 1898 году получил медаль им. В. Я. Буняковского.
Долго принимал деятельное участие в земской жизни Казанской губернии и Свияжского уезда, в частности содействовал развитию народной школы. Был депутатом Государственной думы I созыва, выбран (1907) членом Государственного совета от Академии наук и университетов; в котором состоял членом комиссий по народному образованию, финансовой и по законопроекту о волостном земстве. Один из видных членов партии конституционных демократов, входил в её Центральный комитет.
Васильев был одним из основателей физико-математической секции Общества естествоиспытателей при Казанском университете. При его председательстве в 1890 году секция была преобразована в Казанское физико-математическое общество. С 1890-х годов он широко пропагандировал идеи Н. И. Лобачевского в области геометрии, принял участие в организации торжественного празднования 100-летия Лобачевского в Казани и издании в 1883—1886 годах «Полного собрания сочинений по геометрии» Н. И. Лобачевского; опубликовал ряд статей о Лобачевском, в частности его биографию (в 1914).
С 1913 по 1915 год под его редакцией выходил сборник «Новые идеи в математике».
В 1906 году в связи с избранием в Государственный совет А. В. Васильев с семьёй переехал в Петербург. Преподавал в университете, на Бестужевских курсах и в Педагогическом институте.
С 1910 года в течение четырёх лет был членом Санкт-Петербургской городской думы.

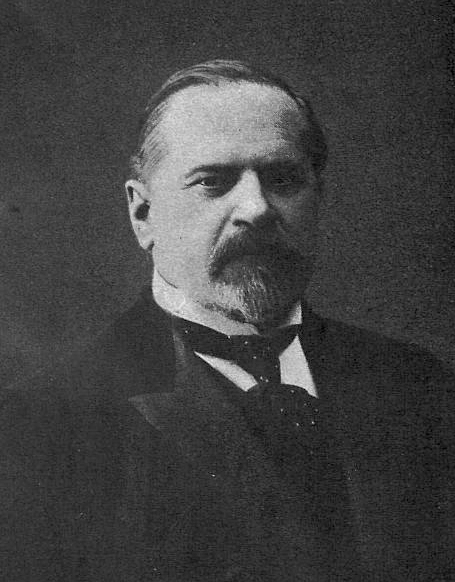
А. В. Васильев. 1915

Как земский гласный Свияжского уезда добился увеличения количества школ с 43 до 90, числа учащихся — с 1692 до 3100, создания воскресно-повторительных школ, создания фонда в 80 тыс. рублей для строительства школ и училищ в Казанской губернии. Состоял также почётным мировым судьёй Казанского и Свияжского уездов и почётным блюстителем открытого по его инициативе и при его пожертвовании училища в деревне Каинки.
В 1921 году по его инициативе было воссоздано Петроградское математическое общество, председателем которого он был до своего переезда в Москву в 1923 году. В эти годы ему удалось издать ряд работ, в том числе новую расширенную книгу о Лобачевском. В 1927 году книга была отпечатана, однако тираж пролежал без движения на складе Госиздата два года и в 1929 году был уничтожен. Возможно, эта судьба книги объясняется отношением к Васильеву как к «буржуазному» учёному. Тем не менее, несмотря на уничтожение тиража, рукопись или отдельные экземпляры были известны историкам математики и упоминались в последующих работах. А в начале 1990-х был найден экземпляр вёрстки и в 1992 году книга была издана повторно.
Известно, что А. В. Васильев был среди тех, кто подписывал письма протеста против изъятия церковных ценностей.
Жил в Москве по адресу: Денисовский переулок, дом Крушинских, затем (с дочерью и внуком) в двух небольших комнатах в этом доме после уплотнения:285.
В 1906 году был избран членом Берлинского математического общества; в 1929 году стал первым российским членом-корреспондентом Международной академии истории науки.
Скончался в Москве 6 октября 1929 года в Москве. Похоронен на Введенском кладбище (4 уч.).

## Труды Васильева
- Об отделении корней совокупных уравнений. — Казань: Типогр. Ун-та, 1874. — 28 с.
- Об особенных решениях в связи с новыми взглядами на задачу интегрирования дифференциальных уравнений первого порядка / [Соч.] А. Васильева. — Казань: тип. Имп. Ун-та, 1878. — 34 с.
- О функциях рациональных аналогичных с функциями двоякопериодическими : [Магистерская дис.] / [Соч.] А. Васильева. — Казань: Унив. тип., 1880. — IV, 60, [1] с., 1 л. черт.
- Преподавание чистой математики в Берлинском и Лейпцигском университетах: Сообщ., сдел. в заседании 25 сент. 1882 г. Физ.-мат. секции О-ва естествоиспытателей при Имп. Казан. ун-те доц. А. В. Васильевым: (Из отчёта о путешествии заграницу летом 1882 г.). — Казань: тип. Имп. ун-та, 1882. — 25 с.
- Теория отделения корней систем алгебраических уравнений / [Соч.] А. Васильева. — Казань: Тип. имп. ун-та, 1884. — [2], III, [1], 3—114 с.
- Теория отделения корней систем алгебраических уравнений. — Казань: Типогр. Ун-та, 1884. — IV, 114, III с. (Докторская диссертация).
- Теория вероятностей: Лекции / А. В. Васильев. — Казань: Имп. ун-т, 1885. — 145, [2] с.
- Роль профессора Вейерштрасса в современном развитии математики / [Соч.] Проф. А. Васильева. — Казань: тип. Имп. Казан. ун-та, 1885. — 18 с.
- О формулах, данных Якоби для выражения решений линейной системы посредством кратных интегралов. — Казань: Типогр. Ун-та, 1886. — 9 с.
- Из истории и философии понятия о целом положительном числе: [речь, произнесённая 28 октября 1890 г. при открытии Физико-математического общества при Императорском Казанском университете / соч.] проф. А. Васильева. — Казань: Типография Императорского Университета, 1891. — 21 с.
- Сборник упражнений по геометрическим приложениям дифференциального исчисления / [Соч.] Проф. Васильева. — Вып. 1. — Казань: лит. В. М. Ключникова, 1891. — 37 с.
- Афанасий Никитин и его «Хожение за три моря» / [Соч.] Засл. проф. А. В. Васильева. — Казань: типо-лит. Имп. Ун-та, 1900. — 10 с. — (Чтения в Обществе любителей русской словесности в память А. С. Пушкина при Императорском Казанском университете; 5).
- Дифференциальная геометрия : Курс лекций по приложениям дифференц. исчисления к геометрии засл. орд. проф. А. В. Васильева, чит. в Имп. Казан. ун-те в 1904 г.: По лекциям и под ред. проф. сост. студент Н. Н. Иовлев. — Казань: изд. студентов, 1905. — 168 с.
- «Введение в анализ» (последний выпуск — 1910).
- С 1883 года Васильев писал рефераты о русских математических работах для «Jahrbich uber die Fortschritte der Mathematik».
- «Исторический очерк развития идеи анализа бесконечно малых» // Papilier G. Начала анализа бесконечно малых в элементарном изложении. Вып.1. — Казань, 1906. — С. 1—70.
- Математика / [Соч.] А. В. Васильева, засл. проф. Казан. ун-та. — Казань: Типо-лит. Имп. ун-та, 1916. — [4], 58 с.
- Целое число: Исторический очерк с 24 портр. и рис. в тексте и отдельной табл. / А. В. Васильев, заслуж. проф. — Петроград: Научное кн-во, 1919. — 272 с.— (Математическая библиотека).
- «Целое число» (Петроград: Научное изд-во, 1919).
- Пространство, время, движение = [Текст]: Raum, Zeit, Bewegung: историческое введение в общую теорию относительности / засл. проф. Петрогр. унив. А. В. — Берлин: Аргонавты, 1922. — 148, [3] с.
  - Space, time, motion: an historical introduction to the general theory of relativity / translated from the Russian by H. M. Lucas & C. P. Sanger; with an introduction by Bertrand Russell (London: Chatto & Windus, 1924).
- «Николай Иванович Лобачевский, 1792—1856» (М.: Наука, 1992).

### Переводы
- Гельмгольц Г. Счёт и измерение / Пер. А. В. Васильева // Известия Физико-математического общества при Казанском университете. — 1892. — Т. 2. — № 2. — С. 37—39.
- Гельмгольц Г. О фактах, лежащих в основании геометрии / Пер. А. В. Васильева // Известия Физико-математического общества при Казанском университете. — 1893. — Т. 4. — № 4. — С. 83—102.
- Кронекер Л. Понятие о числе / Пер. А. В. Васильева // Известия Физико-математического общества при Казанском университете. — 1893. — Т. 3. — № 1. — С. 33—44.
- Минковский Г. Пространство и время / Пер. А. В. Васильева // Известия Физико-математического общества при Казанском университете. — 1910. — Т. 16. — № 4. — С. 137—155.
- Рассел Б. Новейшие работы о началах математики / Пер. А. В. Васильева // Новые идеи в математике. — 1913. — № 1. — С. 82—105.
- Адамар Ж. Неевклидова геометрия в теории автоморфных функций // Пер. А. В. Васильева. — М.—Л.: Гостехиздат, 1951. — 134 с.

## Семья
- Жена — Александра Павловна, дочь П. П. Максимовича, преподаватель учительской семинарии — Школы Максимовича.
  - Сын — Николай (1880—1940),
  - Сын — Сергей (1883—1962), инженер путей сообщения, начальник Ленской изыскательской партии, впервые обследовавшей р. Лену и реки верхней части её бассейна (1911—1918), эмигрировал в США[16][17],
  - Дочь — Анна Александровна, в замужестве Крушинская (1882—1968)[14]:277, её сын — биолог, член-корр. АН СССР Леонид Викторович Крушинский,
  - Дочь — Елена Александровна, в замужестве Орешкова, эмигрировала[14]:285.